# Rolando Uríos

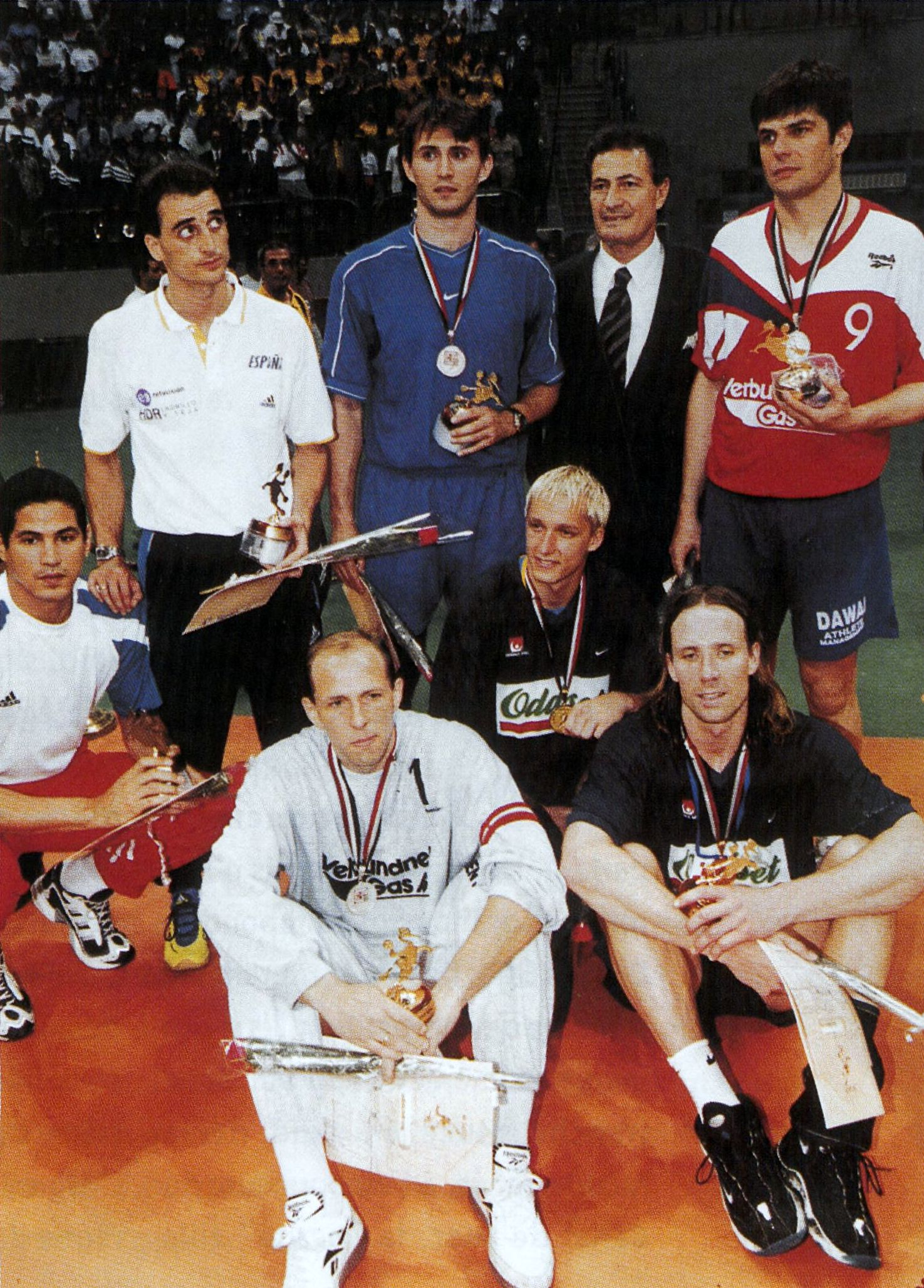
All star-laget vid VM 1999 i Egypten. Rolando Uríos hukandes, längst till vänster.

Rolando Uríos Fonseca, född 27 januari 1971 i Bayamo på Kuba, är en kubansk-spansk före detta handbollsspelare (mittsexa). Han spelade 79 landskamper för Kubas landslag och 53 landskamper för Spaniens landslag.

## Karriär
Rolando Uríos anses vara en av världens bästa mittsexorna i världen under 2000-talets första decennium. En viktig del av hans spelstil var användningen av hans kraftiga kropp som var betydligt över genomsnittet, då han var 1,93 m lång och samtidigt vägde över 110 kilo. Från 2001 spelade Uríos för spanska BM Ciudad Real. Med Ciudad Real vann Uríos ett stort antal titlar, bland annat Cupvinnarcupen, spanska ligan och Champions League.
Efter att 2009 blivit spansk mästare för fjärde gången och vunnit Champions League för tredje gången avslutade Uríos sin karriär efter att ha lidit av kronisk knäsmärta i flera år. Uríos nummer 17 tröja användes inte av BM Ciudad Real efter det och ställdes ut i lagets arena. Klubben hade bara tidigare beviljat samma ära till tvåfaldige världshandbollsspelaren Talant Dujshebaev.
Medan han fortfarande var i den kubanska tröjan blev Uríos skyttekung vid VM 1999 och var därmed bidragande till att Kuba kom på åttonde plats, lagets största framgång hittills. Han valdes in som mittsexa i turneringens all star-lag. Vid OS 2000 i Sydney, när Kuba slogs ut tidigt efter fem förluster i gruppspelet, slutade Uríos ändå på fjärde plats i turneringens skytteliga. Med Spanien vann han VM 2005 i Tunisien och vid EM 2006 vann han silver.
Uríos son Rolando Uríos González, född 1999, är också professionell handbollsspelare, bland annat i Füchse Berlin (2017–2019).

## Klubbar
- KC Fotex Veszprém (1997–1998)
- US Ivry HB (1998–2000)
- BM Ciudad Real (2001–2009)

## Bildspel

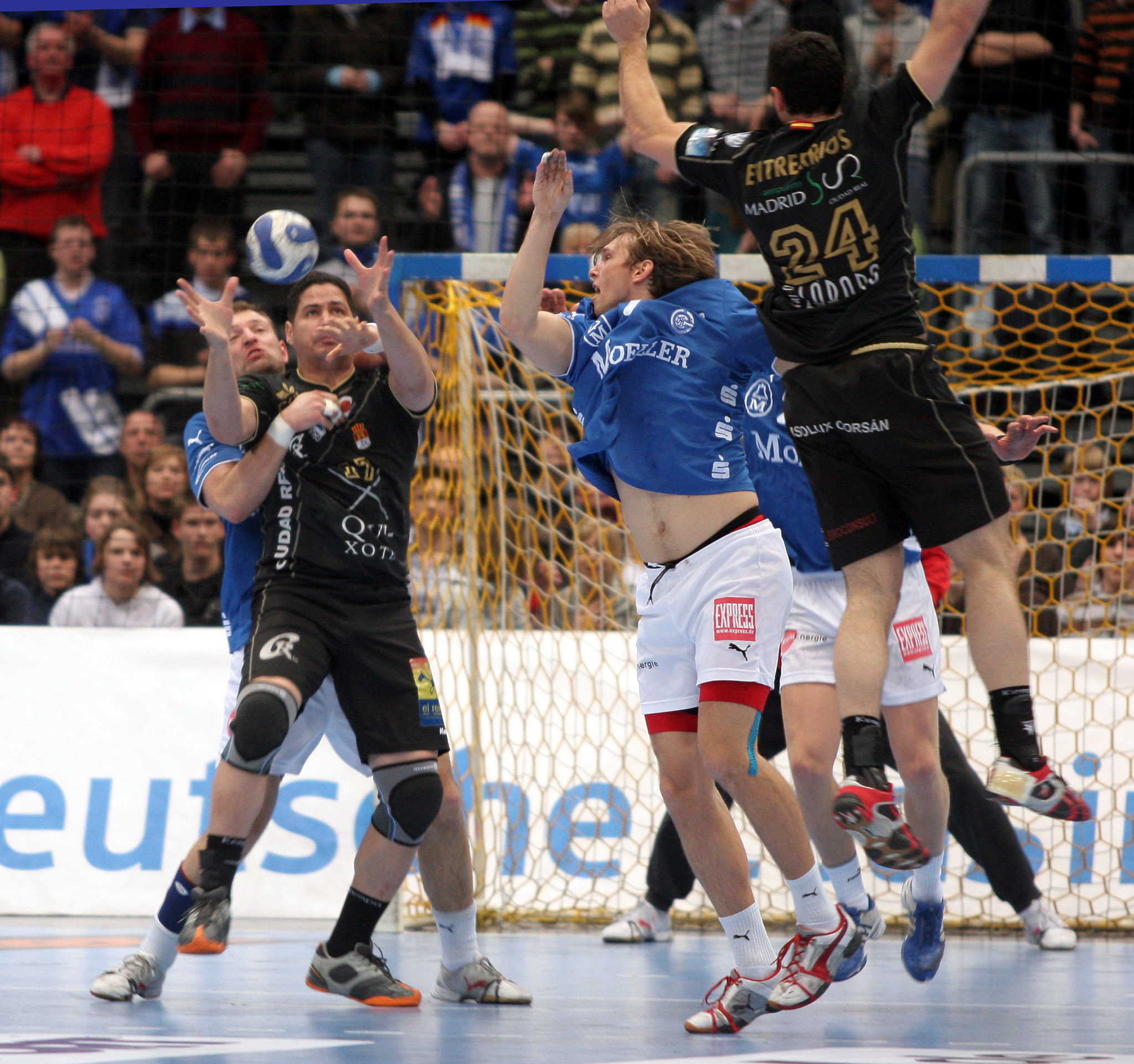
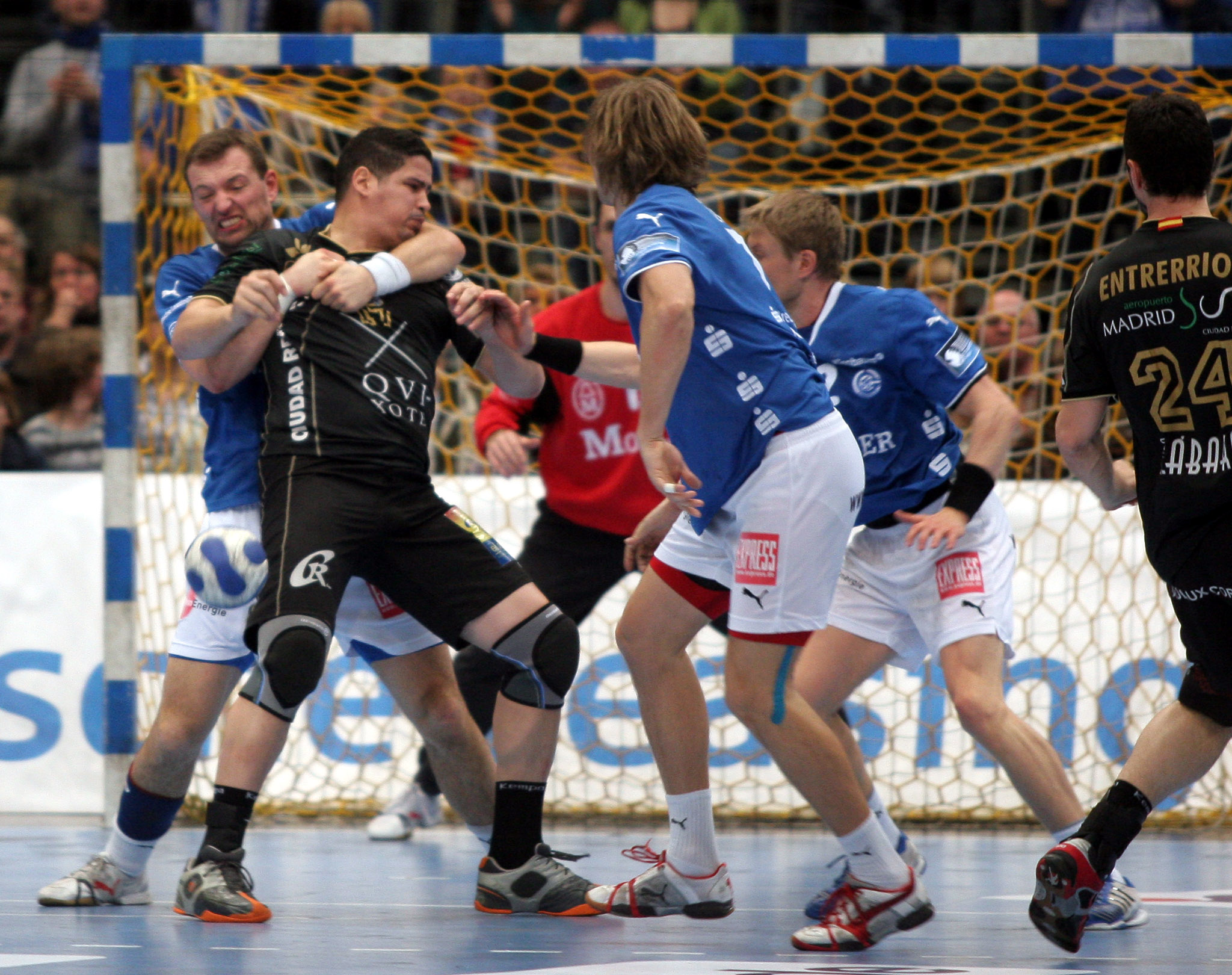
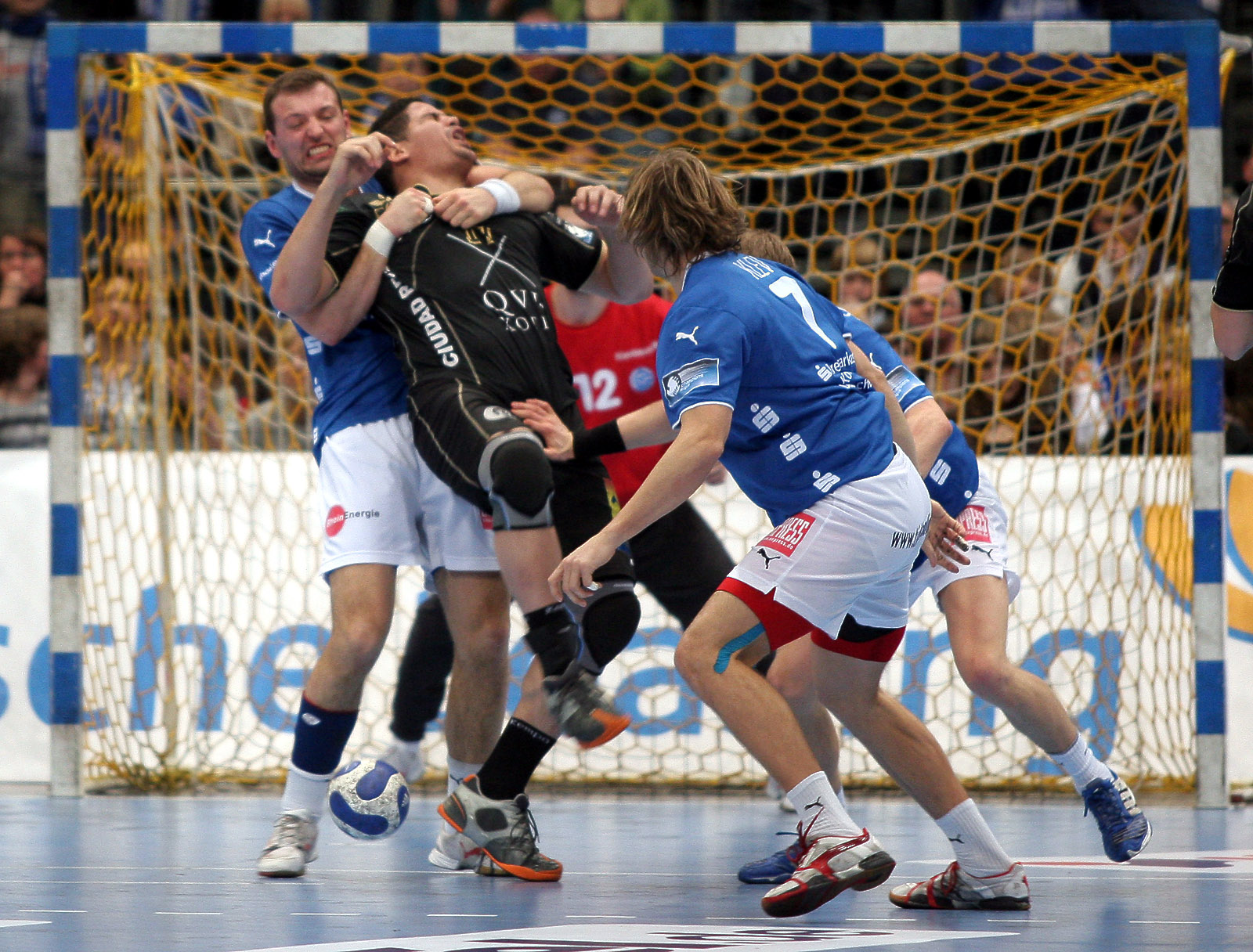
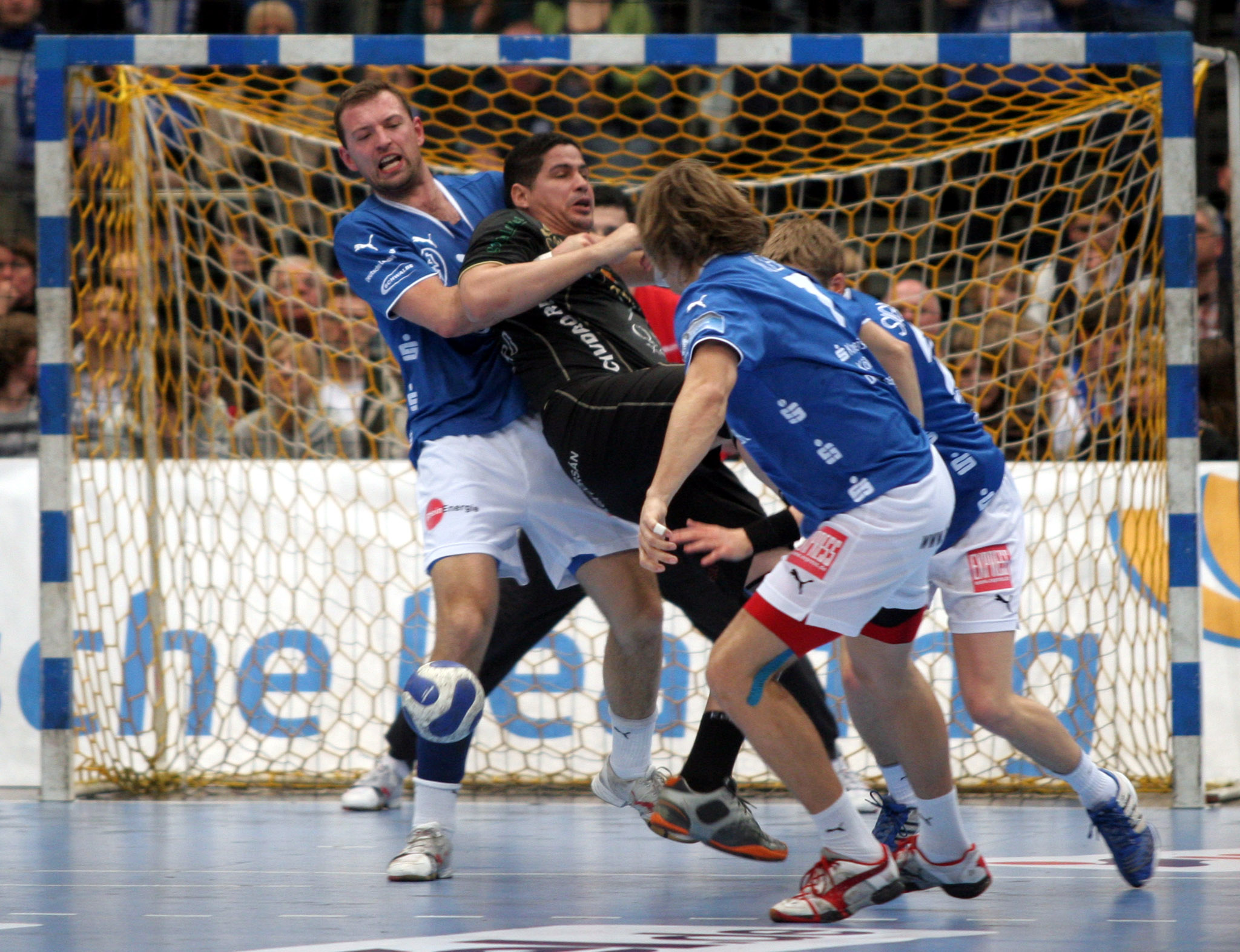